# توماس وليامز (سياسي)
توماس وليامز (بالإنجليزية: Thomas Williams)‏ هو قاضي ومحامي وسياسي أمريكي، ولد في 11 أغسطس 1825 في ريتشموند في الولايات المتحدة، وتوفي في 13 أبريل 1903 في مقاطعة إلمور في الولايات المتحدة. حزبياً، نشط في الحزب الديمقراطي. وقد انتخب عضو مجلس نواب ألاباما وانتخب عضو مجلس النواب الأمريكي.